# Laurentophryne parkeri
Genre
Espèce
Synonymes
- Wolterstorffina parkeri Laurent, 1950

Statut de conservation UICN

 DD  : Données insuffisantes
Laurentophryne parkeri, unique représentant du genre Laurentophryne, est une espèce d'amphibiens de la famille des Bufonidae.

## Répartition
Cette espèce est endémique du Sud-Kivu en République démocratique du Congo. Elle se rencontre dans les environs de Mwenga entre 1 850 et 1 950 m d'altitude dans les monts Itombwe.

## Étymologie
Le nom du genre est formé à partir de Laurent, en l'honneur de Raymond Ferdinand Laurent, et du mot grec phrynos, le crapaud.L'espèce est nommée en l'honneur d'Hampton Wildman Parker.

## Publications originales
- Laurent, 1950 : Diagnoses préliminaires de treize batraciens nouveaux d’Afrique centrale. Revue de Zoologie et de Botanique Africaine, vol. 44, p. 1–18.
- Tihen, 1960 : Two New Genera of African Bufonids, with Remarks on the Phylogeny of Related Genera. Copeia, vol. 1960, no 3, p. 225-233.